# ライアン・クリフォード
ライアン・アンドリュー・クリフォード（Ryan Andrew Clifford, 2003年7月20日 - ）は、 アメリカ合衆国ノースカロライナ州ローリー出身のプロ野球選手（外野手）。左投左打。MLBのニューヨーク・メッツ傘下所属。

## 経歴

### プロ入りとアストロズ傘下時代
2022年のMLBドラフト11巡目（全体343位）でヒューストン・アストロズから指名され、プロ入り。なお、契約しない場合はヴァンダービルト大学へ進学の予定であった。契約後、傘下のルーキー級フロリダ・コンプレックスリーグ・アストロズでプロデビュー。A級ファイエットビル・ウッドペッカーズでもプレーし、2球団合計で25試合に出場して打率.247、2本塁打、10打点、2盗塁を記録した。
2023年、アストロズ傘下ではA級ファイエットビル・ウッドペッカーズとA+級アッシュビル・ツーリスツでプレーした。

### メッツ傘下時代
2023年7月31日にジャスティン・バーランダーとのトレードで、ドリュー・ギルバートと共にニューヨーク・メッツへ移籍した。移籍後は傘下のA+級ブルックリン・サイクロンズでプレーし、移籍前を含めた2球団合計では115試合に出場して打率.262、24本塁打、81打点、5盗塁を記録した。

## プレースタイル
美しいと評されるスウィングに確実性と長打力を兼ね備える。外野守備は特筆する部分は無いが肩は強く、ルート取りなど現在鍛錬中である。